# Eusiroides dellavallei
Eusiroides dellavallei är en kräftdjursart som beskrevs av Édouard Chevreux 1899. Eusiroides dellavallei ingår i släktet Eusiroides och familjen Eusiridae. Inga underarter finns listade i Catalogue of Life.